# Epitaph (Vagn Holmboe)
Epitaph (Symfonische metamorfose nr. 1) is een compositie van Vagn Holmboe.
De metamorfose is Holmboes variant op "Thema met variaties". Daar waar dat genre zich beperkt houdt tot variëren binnen een thema, wilde Holmboe verder gaan; hij wilde dat er een ontwikkeling in zat.  Hij zou verspreid over ongeveer zeventien jaar vier werken schrijven waarin hij "zijn" genre uitdiepte, maar paste de metamorfose ook in andere werken toe.
Deze eerste metamorfose Epitaaf getiteld bestaat uit drie delen in de verdeling snel-langzaam-snel. Het centrale motief is al in de derde maat te horen in de trompetpartij: dalende halve sekunde, dalende kleine terts, stijgende grote sekunde, aldus de tekst behorend bij de uitgave op Bis Records, in 2020 de enig verkrijgbare opname. De delen:
- Allegro con fuoco
- Andante tranquillo – Piu mosso – Lento – Andante
- Allegro con brio

Holmboe schreef het werk voor de BBC, overhandigde het in augustus 1956 en droeg het op aan BBC Radio 3. Epitaph was daar voor het eerst te horen op 28 december 1956 in een uitvoering door het BBC Symphony Orchestra onder leiding van Stamford Robinson. Het is een van de twee werken van Holmboe die ook gespeeld werd tijdens een van de Proms-concerten (het andere was zijn celloconcert). Basil Cameron leidde het London Symphony Orchestra op 20 augustus 1957 in de Royal Albert Hall, waarbij vermeld werd dat het de eerste publieke uitvoering was in het Verenigd Koninkrijk.
Orkestratie:
- 3 dwarsfluiten, 3 hobo's, 3 klarinetten, 3 fagotten
- 4 hoorns, 3 trompetten, 3 trombones, 1 tuba
- pauken, 3 man/vrouw percussie, celesta
- violen, altviolen, celli, contrabassen